# Shaler-Kliffs
Die Shaler-Kliffs sind eine Reihe von bis zu 1000 m hoher Felsenkliffs im ostantarktischen Coatsland. In der Shackleton Range ragen sie 3 km ostsüdöstlich der Charpentier-Pyramide im nördlichen Teil der Herbert Mountains auf.
Luftaufnahmen entstanden 1967 durch die United States Navy. Der British Antarctic Survey nahm von 1968 bis 1971 Vermessungen vor. Das UK Antarctic Place-Names Committee benannte die Kliffs am 5. Januar 1972 nach dem US-amerikanischen Geologen Nathaniel Shaler (1841–1906).